# Actinidia fasciculoides
Actinidia fasciculoides är en tvåhjärtbladig växtart som beskrevs av Chou Fen g Liang. Actinidia fasciculoides ingår i släktet aktinidiasläktet, och familjen Actinidiaceae.

## Underarter
Arten delas in i följande underarter: